# 人力資源規劃及扶貧統籌處
人力資源規劃及扶貧統籌處（英語：Human Resources Planning and Poverty Co-ordination Unit, HRPPCU）曾是中华人民共和国香港特別行政區政府政務司司長辦公室轄下的部門，負責協助香港特別行政區政務司司長就政策上與各決策局協調，並且支援扶貧委員會及人力資源規劃委員會各項工作。部門成立於2013年，於2022年7月1日解散。

## 歷任處長
- 何珮玲（2013年4月至2017年6月）
- 關婉儀（2018年4月至2022年6月30日）

## 歷史
2012年，香港政府建議將政務司司長辦公室下的政策及項目統籌小組升格為政策及項目統籌處，以加強香港政府的跨局政策協調，以及制訂扶貧和人口政策等長遠政策措施的能力，此外，亦提供「首站及一站式」的協調服務，令到香港政府可以迅速回應重要事件，例如南丫島撞船事故等的跟進事宜。政策及項目統籌處亦將會參考發展局前發展機遇辦事處的運作模式，透過提供類似的諮詢服務，吸納政府以外的政策倡議。建議政策及項目統籌處由14名人員組成，處長和副處長分別屬於首長級第三級及第二級公務員職位，其中3個政策及項目統籌主任職位將會以非公務員合約條款聘用，以便吸納政府以外的專才。
政策及項目統籌處成立後，為剛成立的扶貧委員會及人口政策督導委員會，以及其轄下部門提供秘書處支援服務，統籌中央政策組及政府經濟顧問等提供的研究及資料，協助政務司司長協調、監察及跟進行動。
2022年，香港政府進行架構重組，人力資源規劃及扶貧統籌處的政策範疇撥歸勞工及福利局之下。7月1日起，統籌處正式解散，原處長關婉儀調任勞工及福利局副秘書長(人力)，原副處長歐陽力調任民政及青年事務局副秘書長(民政事務)。